# Bauer Media Group
Heinrich Bauer Publishing, negociado como Bauer Media Group, é um conglomerado multimídia alemão com sede em Hamburgo.  Bauer opera em todo o mundo e possui mais de 600 revistas, mais de 400 produtos digitais e 50 estações de rádio e TV. Empregando aproximadamente 11.000 pessoas em 17 países.
A sua entrada em Portugal foi feita em 2022 através da aquisição da Media Capital Rádios, que foi renomeada para Bauer Media Audio Portugal.

## Bauer Media Audio Portugal
O grupo Bauer fez a sua entrada em Portugal no ano de 2022 através da aquisição da Media Capital Rádios, que incluia a Rádio Comercial, M80, Cidade FM, Smooth FM e Vodafone FM. A compra atingiu o valor de 69,6 milhões de euros.
A 5 de agosto de 2023, a Vodafone FM foi extinta, surgindo a Batida FM.